# Коплик
Коплик, Чуперник (алб. Kopliku, Koplik i Poshtëm) је градић у северозападној Албанији у општини Велика Малесија чији је седиште. Налази се северно од Скадарског језера. Године 2001. имао је 4.078 становника. 